# Ямагата (уезд, Хиросима)
Ямагата (яп. 山県郡 Ямагата-гун) — уезд, расположенный в японской префектуре Хиросима.

Расположение уезда Ямагата в префектуре Хиросима.

По оценкам на 1 апреля 2017 года, население составляет 24 798 человек, площадь — 988,09 км², плотность населения — 25,1 человек / км².

## Посёлки и сёла
- Акиота
- Китахиросима